# Acartia tropica
Acartia tropica is een eenoogkreeftjessoort uit de familie van de Acartiidae. De wetenschappelijke naam van de soort is voor het eerst geldig gepubliceerd in 1987 door Ueda & Hiromi.